# Église Notre-Dame de Garein
L'église Notre-Dame, parfois dénommée église Saint-Antoine, se situe sur la commune de Garein, dans le département français des Landes. Elle est inscrite au titre des monuments historiques par arrêté du 30 juillet 1968.

## Présentation
L’église Notre-Dame de Garein se trouve sous un triple patronage : la Vierge Marie, saint Antoine, père du monachisme et saint Jacques puisque située sur une voie parallèle de Compostelle. Les évènements qui ont marqué son histoire sont très mal connus. Le porche a été incendié lors des guerres de Religion. Une seule visite épiscopale au XVIIIe siècle a été répertoriée. Jusqu'au XIXe siècle, elle formait avec seulement deux maisons le centre du village.

## Construction
L'église originelle a été construite au XIIe siècle. Il s'agissait d'un simple rectangle avec un clocher pignon : la nef actuelle. À l'extérieur, le côté nord illustre cette construction en pierre du pays. La base du clocher pignon est très visible sous le mur du clocher actuel. Cette église était percée de petites ouvertures sans fermeture plus proches d'une meurtrière.
Au XIIIe siècle, l'église est agrandie avec la construction d'une abside abritant le chœur et l'ancien clocher est surélevé. Les ouvertures restent petites, témoin l'ouverture au centre de l'abside découverte lors de la dernière restauration. Les matériaux utilisés ont des sources diverses selon les disponibilités du moment, ce qui provoque un mariage étonnant entre strates de briques et de pierres de plus ou moins bonne qualité à la différence de la construction originelle.
La fortification de l'église n'est pas précisément datée. Elle peut l'avoir été dès l'origine comme plus tardivement en lien avec les guerres de Religion.
Vers les XIVe – XVe siècles, une voute en ogive est construite sur la nef en remplacement du simple plafond en bois d'origine. Elle s'appuie en partie sur la charpente existante dont une étude de datation a confirmé sa construction du XIIe siècle. À cette occasion, l'église a été rehaussée. Un passage sculpté de cette époque est en partie visible entre la toiture de l'abside et celle de la nef côté sud.
Tout au début du XVIIIe siècle, sans doute à la suite d'un accroissement de la population, une chapelle latérale est construite sur le côté sud. À la même époque, un porche en pierre vient remplacer celui en bois détruit par un incendie. Les ouvertures sont agrandies et des vitraux apparaissent.
À la fin du XIXe siècle, d'importants travaux de restauration sont effectués. Le porche est rehaussé dans le goût du jour. Les derniers travaux de restauration lui ont redonné un caractère correspondant à celui du XVIIIe siècle.